# Microlinyphia cylindriformis
Espèce
Microlinyphia cylindriformis est une espèce d'araignées aranéomorphes de la famille des Linyphiidae.

## Distribution
Cette espèce est endémique des Comores. Elle se rencontre sur Anjouan et La Grande Comore.

## Publication originale
- Jocqué, 1985 : Linyphiidae (Araneae) from the Comoro Islands. Revue de Zoologie africaine, vol. 99, no 2, p. 197-230.